# Une folle envie d'aimer
Pour plus de détails, voir Fiche technique et Distribution.
Une folle envie d'aimer (Orgasmo) est un giallo franco-italien coécrit et réalisé par Umberto Lenzi, sorti en 1969.

## Synopsis
Récente et riche veuve à la suite de la mort de son époux décédé dans un accident de voiture, Kathryn West profite d'un bel héritage pour partir d'Amérique afin de prendre du recul dans une luxueuse villa italienne. Un soir, elle rencontre un beau jeune homme, Peter, tombé en panne de voiture. Elle lui offre l'hospitalité et une relation amoureuse naît rapidement entre eux. 
Peter commence à s'installer chez elle puis invite sa sœur Eva à les rejoindre. Petit à petit, Kathryn perd sa liberté et devient la prisonnière de Peter et d'Eva. Ces derniers tissent leur toile, emprisonnant Kathryn dans sa propre maison, la rendant tout d'abord accro au sexe, puis aux médicaments et à l'alcool. 
Soumise et séquestrée, Kathryn les voit prendre possession de sa villa et sans doute plus.

## Fiche technique
- Titre original : Orgasmo
- Titre français : Une folle envie d'aimer
- Réalisation : Umberto Lenzi
- Scénario : Umberto Lenzi, Ugo Moretti et Marie-Claire Solleville
- Montage : Enzo Alabiso
- Musique : Piero Umiliani
- Photographie : Guglielmo Mancori
- Production : Salvatore Alabiso
- Sociétés de production : Tritone Filmindustria et Société Nouvelle de Cinématographie
- Pays de production :  Italie /  France
- Langue originale : italien
- Format : couleur
- Genre : giallo
- Durée : 90 minutesAffiche américaine du film.
- Dates de sortie : 
  - Italie : 7 février 1969
  - France : 18 juillet 1972[1]

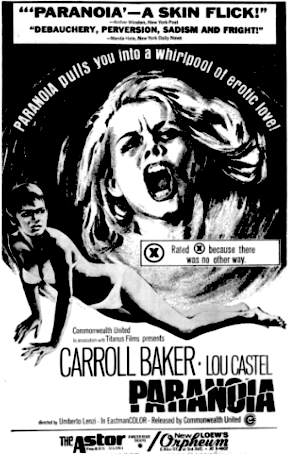
Affiche américaine du film.

- Affiche : Jacques Vaissier (France)

## Distribution
- Carroll Baker : Kathryn West
- Lou Castel : Peter Donovan
- Colette Descombes : Eva
- Tino Carraro : Brion Sanders
- Lilla Brignone : Teresa
- Tina Lattanzi : la tante de Kathryn
- Franco Pesce (it) : Martino
- Jacques Stany : l'inspecteur de police

## Notes et références

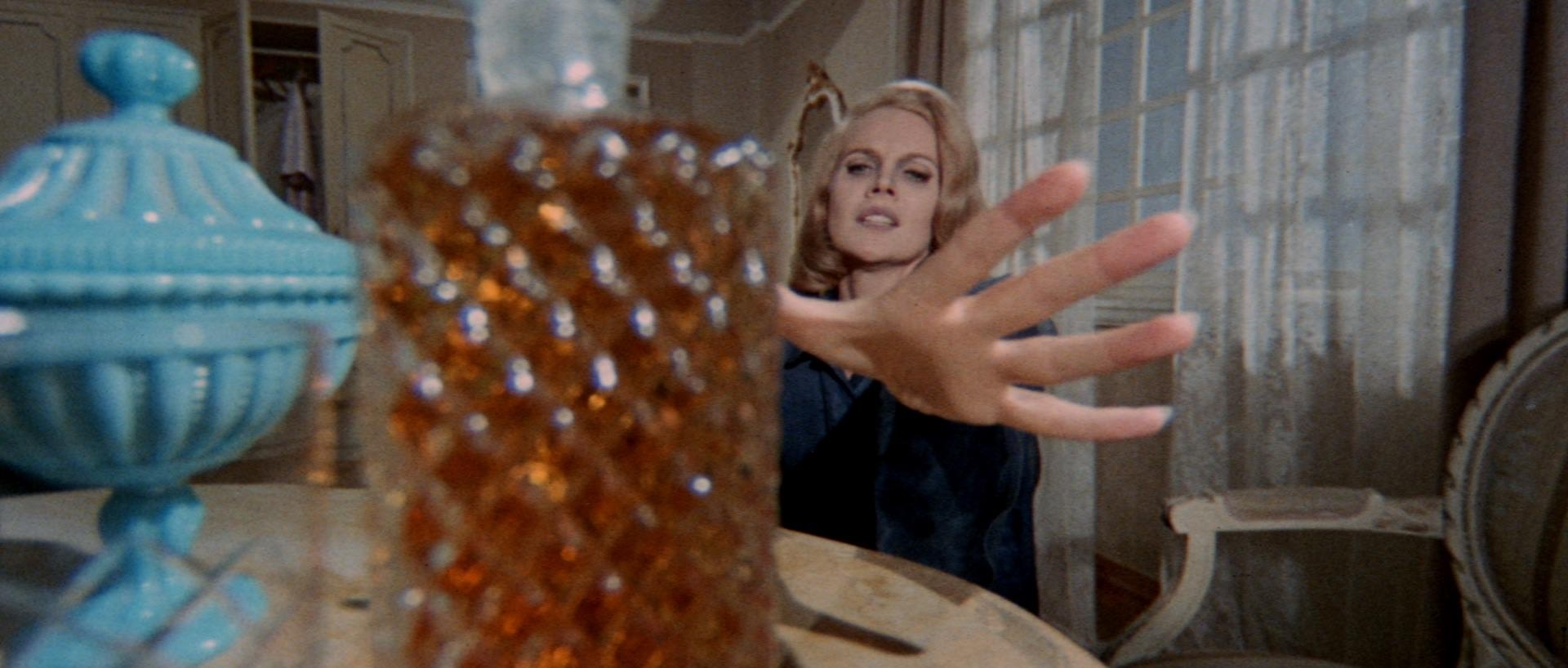
Carroll Baker dans Une folle envie d'aimer